# Operation Sculpin
Die Operation Sculpin war eine Serie von acht US-amerikanischen Kernwaffentests, die 1990 und 1991 auf der Nevada Test Site in Nevada durchgeführt wurde.

## Die einzelnen Tests der Sculpin-Serie
| # | Bombe                             | Datum / Zeit (GMT)           | Testgelände                | Testart | Sprengkraft          | Anmerkungen                                           |
| - | --------------------------------- | ---------------------------- | -------------------------- | ------- | -------------------- | ----------------------------------------------------- |
| 1 | Tenabo                            | 12. Oktober 1990 17:30 Uhr   | Area 20bb                  | Schacht | 20 bis 150 kT        |                                                       |
| 2 | Houston                           | 14. November 1990 19:17 Uhr  | Area 19az                  | Schacht | 20 bis 150 kT        |                                                       |
| 3 | Coso-Bronze Coso-Gray Coso-Silver | 8. März 1991 21:02 Uhr       | Area 4an Area 4an Area 4an | Schacht | <20 kT <20 kT <20 kT | Simultanzündung verschiedener Bomben in einem Schacht |
| 4 | Bexar                             | 4. April 1991 19:00 Uhr      | Area 19ba                  | Schacht | 20 bis 150 kT        |                                                       |
| 5 | Montello                          | 16. April 1991 15:30 Uhr     | Area 20bf                  | Schacht | 20 bis 150 kT        |                                                       |
| 6 | Floydada                          | 15. August 1991 16:00 Uhr    | Area 7cb                   | Schacht | <20 kT               |                                                       |
| 7 | Hoya                              | 14. September 1991 19:00 Uhr | Area 20be                  | Schacht | 20 bis 150 kT        |                                                       |
| 8 | Distant Zenith                    | 19. September 1991 16:30 Uhr | Area 12p.04                | Tunnel  | <20 kT               |                                                       |